# NGC 7710
NGC 7710 est une galaxie lenticulaire vue par la tranche et située dans la constellation des Poissons. Sa vitesse par rapport au fond diffus cosmologique est de 2 043 ± 26 km/s, ce qui correspond à une distance de Hubble de 30,1 ± 2,1 Mpc (∼98,2 millions d'al). NGC 7710 a été découverte par l'astronome prussien Heinrich d'Arrest en 1862. Elle fut également découverte indépendamment par l'astronome allemand Albert Marth le 18 novembre 1864.